# Agrodiaetus splendida
Agrodiaetus splendida är en fjärilsart som beskrevs av Franz Dannehl 1927. Agrodiaetus splendida ingår i släktet Agrodiaetus och familjen juvelvingar. Inga underarter finns listade i Catalogue of Life.